# Pyrrhura devillei
Il parrocchetto aliflammee (Pyrrhura devillei Massena e Souancé, 1854) è un uccello della famiglia degli Psittacidi.

## Descrizione
Questa specie, di taglia attorno ai 26 cm, è affine al parrocchetto golablu, dal quale si differenzia per una colorazione molto meno brillante: ha colorazione generale verde-bruna, testa bruna, copritrici auricolari giallognole, guance verdi, colorazione del collo e scudo pettorale tipici del genere. 

## Distribuzione e habitat
L'areale di questa specie comprende aree ristrette del Mato Grosso do Sul (Brasile meridionale), del Paraguay settentrionale (Concepción nord-occidentale e Alto Paraguay sud-orientale) e della Bolivia sud-orientale.